# Hans von Borries

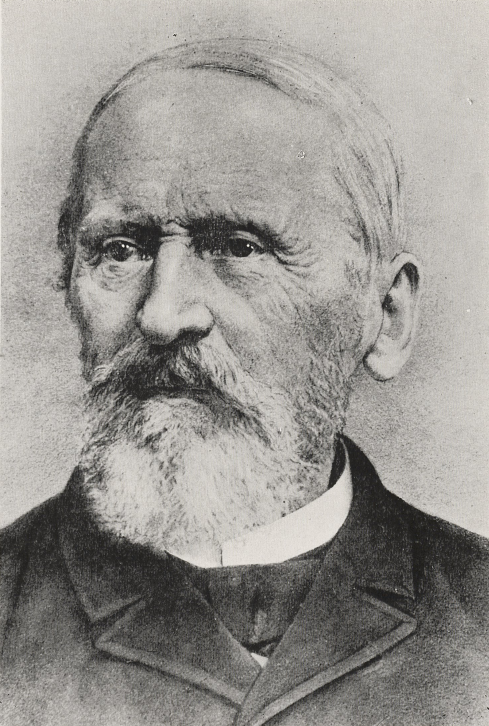
Hans von Borries

Hans Christian Bodo Karl Friedrich August von Borries (* 11. August 1819 auf Gut Steinlake bei Herford; † 12. Mai 1901 in Halle (Saale)) war ein preußischer Oberst und Prähistoriker.

## Leben

### Herkunft
Hans war ein Sohn des Landrats Philipp von Borries (1778–1838) und dessen Ehefrau Luise, geborene von Bülow (1777–1861). Sein älterer Bruder Georg (1811–1870) war Landrat des Kreises Herford.

### Karriere
Borries besuchte das Gymnasium in Herford und schlug im Anschluss eine Offizierslaufbahn in der preußischen Armee ein. Er diente zunächst in der 7. Artillerie-Brigade in Münster. Später lebte er in Berlin und Danzig. Im Deutsch-Französischen Krieg von 1870/71 kommandierte er als Oberstleutnant die II. Abteilung des Niederschlesischen Feldartillerie-Regiments Nr. 5. Ausgezeichnet mit dem Eisernen Kreuz II. Klasse avancierte er zum Oberst und schied 1872 aus gesundheitlichen Gründen aus dem Militärdienst aus. Borries übersiedelte nach Weißenfels, wo er als ehrenamtlicher Stadtrat an der Gründung mehrerer Vereine (Verschönerungs-, Altertums-, Musik- und literarischer Verein) beteiligt war. 1883 wurde er Konservator für mehrere verstreute Bestände, aus denen die Provinzialverwaltung ein „Museum für heimathliche Geschichte und Alterthumskunde der Provinz Sachsen“ (kurz „Provinzialmuseum“) bilden wollte. Dieses Museum, das heutige Landesmuseum für Vorgeschichte, wurde 1884 im Ostflügel der Neuen Residenz in Halle (Saale) eröffnet. Am 16. Juli 1884 wurde von Borries zum ersten Direktor des Museums ernannt und verlegte seinen Wohnsitz nun nach Halle. Neben der Ordnung und Vermehrung der Museumsbestände führte er auch mehrere Ausgrabungen in Rössen, Kuckenburg, Giebichenstein, Döllingen, Schkölen und Hohen durch. Am 1. Juli 1890 ging Borries in den Ruhestand. Sein Nachfolger als Museumsdirektor wurde Julius Schmidt.

### Familie
Borries hatte sich am 6. Dezember 1859 in Essen mit Marie von Birckhahn (1838–1899) verheiratet. Aus der Ehe gingen folgende Kinder hervor:
- Albert (1860–1921), preußischer Hauptmann und Ehrenritter des Johanniterordens
- Luise (* 1862)
- Rudolf (1863–1932), deutscher Generalmajor
- Georg (* 1870), Kaufmann